# Inespe
Inespe, właściwie Piotr Rybak (ur. 1981 w Warszawie) – polski raper.
Pochodzi z warszawskiego Imielina. Działał w zespole RHX. Po wydaniu wraz z grupą albumu Opowieści z podwórkowej ławki zdecydował się na nagranie solowego materiału, za którego produkcję odpowiadał jego przyjaciel i partner z RHX – Emade. Płyta Ocean szarych bloków została wydana przez Asfalt Records z wielomiesięcznym opóźnieniem, ale nie odniosła spektakularnego sukcesu.

## Dyskografia
Albumy solowe
| Tytuł                | Dane dot. albumu                              | Pozycja na liście |
| Tytuł                | Dane dot. albumu                              | POL               |
| -------------------- | --------------------------------------------- | ----------------- |
| Ocean szarych bloków | - Data: 7 maja 2001 - Wydawca: Asfalt Records | 27                |

Występy gościnne
| Album                     | Rok  | Utwór                                       |
| ------------------------- | ---- | ------------------------------------------- |
| OMP – Dobra oferta        | 2000 | "Wspominać będę" (gościnnie: Inespe, Emade) |
| DJ 600V – Wkurwione bity  | 2001 | "Niezależny rap" (gościnnie: Inespe, Emade) |
| Onar, O$ka – Superelaks   | 2001 | "Chcesz mieć wszystko" (gościnnie: Inespe)  |
| Emade – Album producencki | 2003 | "Pamiętaj Piotrze" (gościnnie: Inespe)      |
| DJ K-Det – Instynkt       | 2004 | "Inespe" (gościnnie: Inespe)                |